# مارادونا، دست خدا
مارادونا، دست خدا (انگلیسی: Maradona, the Hand of God)، (به اسپانیایی: La mano de Dios) فیلمی زندگی‌نامه‌ای به کارگردانی مارکو ریسی است. این فیلم محصول مشترک ایتالیا و آرژانتین و ساختهٔ سال ۲۰۰۷ است. فیلم بر اساس زندگی واقعی دیگو مارادونا می‌باشد.
فیلم در سال ۲۰۰۵ کلید خورد.

## واکنش انتقادی
وب سایت ایتالیایی Freequency به آن ۳٫۵ ستاره داده‌است.

## بازیگران
- مارکو لئوناردی: دیگو مارادونا (بزرگسالی)
- Abel Ayala: دیگو مارادونا (نوجوانی)
- Gonzalo Alarcon: دیگو مارادونا (کودکی)
- خولیتا دیاس: Claudia Villafañe de Maradona
- خوان لیرادو: گیرمو کوپولا
- Roly Serrano: چیتورو
- Pietro Taricone: جیانی
- دیه‌گو خنتیله
- لوئیس ماچین